# Perforateur

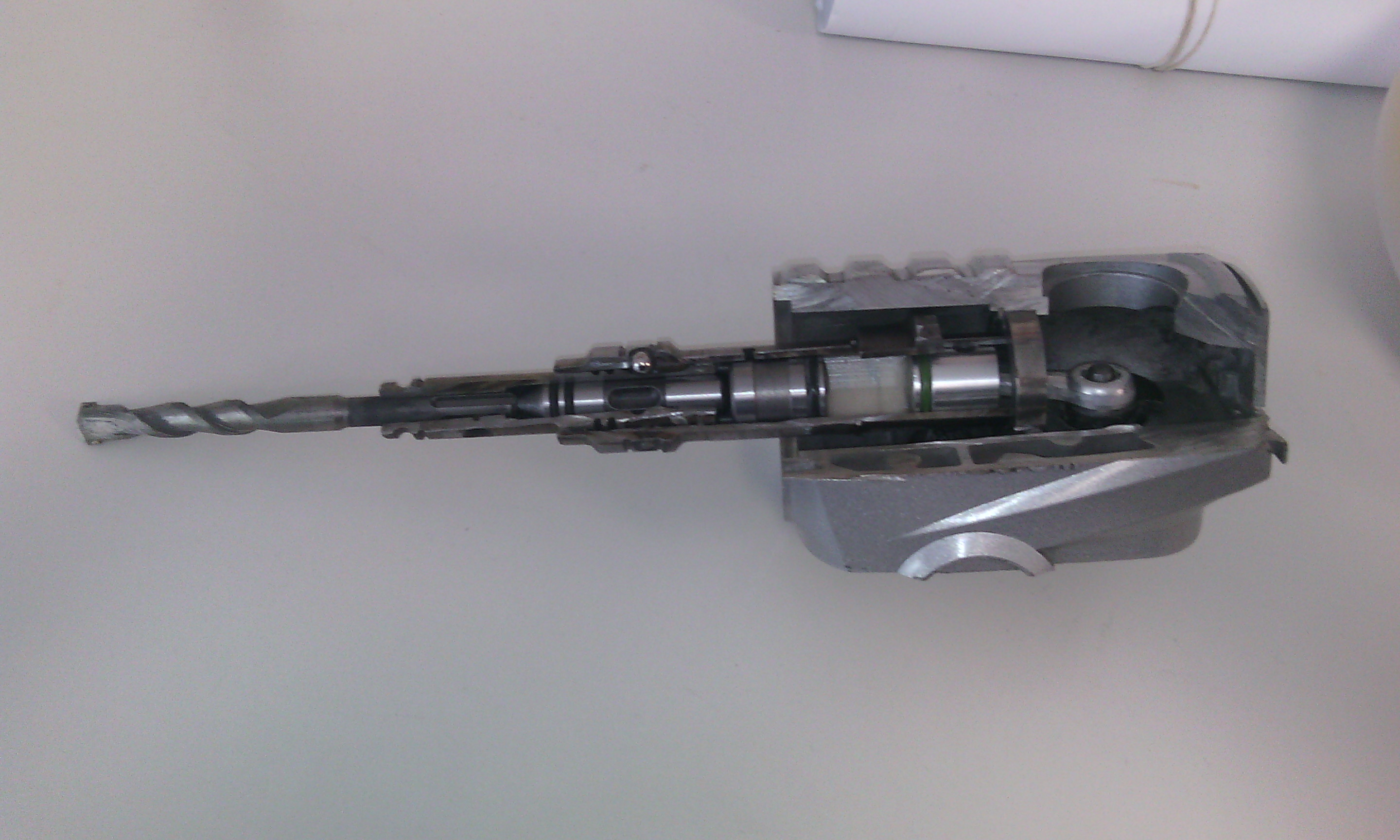
Intérieur d'un perforateur électro-pneumatique standard, avec mèche à béton. L'air est symbolisé par le plastique blanc.

Fonctionnement d'un perforateur électro-pneumatique avec système SDS.

Un perforateur est une machine électroportative qui sert à percer des trous dans les matériaux durs tels que le béton ou la pierre.

## Distinction perceuse / perforateur
Les perforateurs se distinguent des perceuses électriques par leur « frappe », exprimée en joules, qui est bien plus importante que celle des perceuses à percussion mécanique.
Cela vient de la différence de conception des machines :
- la percussion des perceuses est produite par deux disques munis d'aspérités en dents de scie, l'un fixe et l'autre solidaire du mandrin, qui font vibrer le foret dans l'axe du perçage, visant à désagréger le matériau mais servant surtout, en fait, à évacuer les résidus du perçage (qui s'interposent entre la mèche et le matériau) ;

- la frappe du perforateur (électromécanique ou électropneumatique) est créée par un marteau venant frapper avec force (de 1 à 20 joules) le foret qui est en liaison glissière par rapport au mandrin (coulisse sans tourner), ce qui permet de restituer presque intégralement l'énergie du marteau au foret sans interagir avec le mouvement de rotation. Cette combinaison rotation/translation du foret facilite le perçage dans des matériaux difficiles en brisant le matériau lors de la frappe.

## Utilisation d'un perforateur

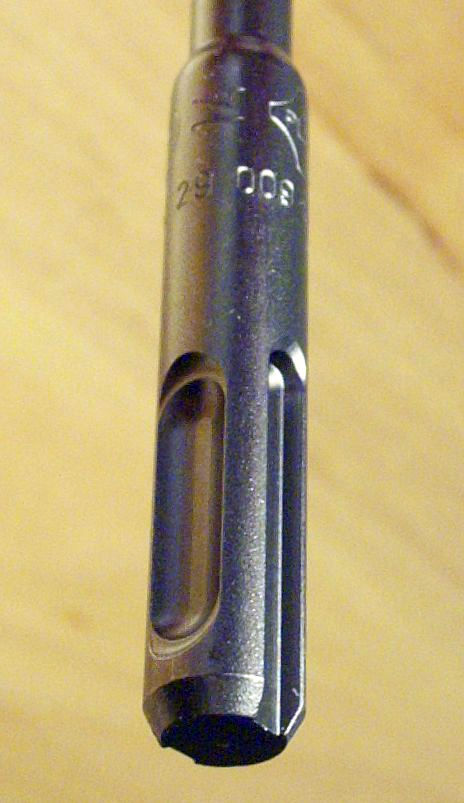
Extrémité d'un foret SDS Plus.

Il est facile de distinguer un perforateur d'une perceuse : le perforateur ne dispose pas de mandrin à mâchoire (il y en a eu par le passé exemple Black & Decker KD900RE), mais il suffit seulement d'enclencher les forets dans le mandrin (système de clavette, exemple : système breveté SDS). 
Il existe des perforateurs alimentés par batteries, ainsi que des perforateurs multifonctions qui peuvent remplacer la perceuse (contrôle de la vitesse, du sens de rotation, adaptateur pour forets classiques).
Le perforateur, s'il permet de percer avec facilité le béton et les pierres dures telles que le granit, est cependant déconseillé pour les matériaux friables tels que le béton cellulaire ou les briques multicellulaires (briques treillis), ou au contraire extrêmement durs et cassants comme certains carrelages céramiques (On peut toujours débrayer le mécanisme de frappe dans ces cas là).
Enfin, il ne sert à rien de « pousser » sur la machine : il suffit d'accompagner, afin de laisser à la frappe la plus grande amplitude possible. Il est néanmoins recommandé de bien appliquer l'outil sur le matériau. Des précautions particulières doivent éventuellement être prises quand on veut éviter la formation d'un cratère assez large de l'autre côté d'un mur.

## Fonctionnement d'un perforateur
L’énergie de frappe d'un perforateur est fournie par le moteur électrique de la machine. Un jeu de came convertit l’énergie mécanique de rotation en va-et-vient de translation (comme le système bielle-manivelle d'un train a vapeur ou d'une voiture). 
Afin d'éviter que la vibration ne se propage dans le poignet de l'utilisateur, la came ne frappe pas le foret directement, mais par le  biais d'un coussin d'air, qui fait amortisseur.
Le piston pousse un coussin d'air qui pousse un marteau. Le marteau prend de l'élan et vient frapper le foret, la vitesse et la masse de la frappe du marteau définissent la force de frappe du perforateur en joules. Le foret avance, poussé par le marteau, et vient casser le matériau (ex. : béton). On utilise donc des forets à gorge (type sds), qui leur permettent d'avancer et de reculer dans la perceuse. Puis comme l'utilisateur pousse sa perceuse contre le mur, le foret recule et vient attendre la prochaine frappe.